# They're Calling Me Home
They're Calling Me Home è il secondo album in studio collaborativo della cantautrice americana Rhiannon Giddens e del compositore italiano Francesco Turrisi, pubblicato su Nonesuch Records il 9 aprile 2021. Ha ricevuto il plauso della critica e ha vinto il Grammy Award come miglior album folk al Grammy Awards 2022.
They're Calling Me Home ha ricevuto un punteggio di 89 su 100 dall'aggregatore di recensioni Metacritic sulla base di sette recensioni di critici, indicando "il plauso universale". Uncut l'ha descritta come una "mediazione estesa sull'esperienza da espatriato, con interpretazioni struggenti di inni", mentre Mojo ha definito "la chimica musicale della coppia potente". Jim Hynes di Glide Magazine ha scritto che "sebbene questo lavoro potrebbe non essere così avvincente e sbalorditivo come il suo predecessore, principalmente a causa della familiarità di molti dei brani, quella dinamica taglia in entrambe le direzioni perché ci sono pochi interpreti abili come Giddens per i piatti tradizionali. Inoltre, la notevole chimica musicale tra i due continua a crescere".

## Tracce
1. Calling Me Home – 3:49
2. Avalon – 3:54
3. Si Dolce è'l Tormento – 3:56
4. I Shall Not Be Moved – 4:58
5. Black as Crow – 5:22
6. O Death – 3:13
7. Niwel Goes to Town – 3:22
8. When I Was in My Prime – 4:06
9. Waterbound – 3:57
10. Bully for You – 2:40
11. Nenna Nenna – 2:37
12. Amazing Grace – 3:55